# Ait Ouriaghel
Gli Ait Ouriaghel (numerose le trascrizioni di questo nome: anche Ayt Waryaɣer, Ayt Waryaguil, Ayt Uryaɣel ecc.) sono una tribù di lingua ed etnia berbera stanziata nella catena montuosa del Rif, nel nord del Marocco, intorno alla città di Al-Hoseyma. Ayt Waryagher significa "quelli che non si tirano indietro / quelli che non si ritirano". Gli Ayt Waryagher parlano il dialetto "Tarifit-occidentale" della lingua Tarifit. 
Gli Ayt Waryagher erano il gruppo principale che ha partecipato alla guerra del Rif (vedi Repubblica del Rif ) contro il protettorato spagnolo in Marocco all'inizio del XX secolo. Le autorità spagnole li considerarono il nucleo dell'insurrezione contro l'autorità coloniale nella zona orientale del protettorato e principali responsabili della disfatta nella Battaglia di Annual.
Durante la guerra del Rif del 1921-1926, la guida degli Ayt Wayagher era nelle mani della famiglia Al-Khattabi e, in particolare, nella persona di Muhammad bin Abd el-Krim al-Khattabi. Il suo centro era la piccola località di Ajdir nella baia di Al-Hoseyma. Muhammad bin Abd el-Krim al-Khattabi ha stretto un'alleanza con le tribù della tribù Ayt Touzine per fermare gli spagnoli sul fiume Nekoř a Temsamane.

## Sistema Khmas
Gli Ayt Waryagher sono con gli Ikeräiyen le uniche tribù Riffiane che fanno uso del sistema Khmas. Un khams (singolare per Khmas) è una sorta di tribù indipendente all'interno di una tribù, con il proprio qaid (capotribù). Questi sono i cinque Khmas degli Ayt Waryagher:
- Khams dell'Ait Youssef Ou Ali
- Khams dell'Ait Bouayach
- Khams dell'Imrabten
- Khams dell'Ait Abdallah
- Khams dell'Ait Hadifa

Dopo l'indipendenza del Marocco nel 1956 si formò un consiglio nazionale e il sistema khmas fu formalmente abolito.

## Geografia
I territori degli Ayt Waryagher comprendono una vasta area al centro del Rif. Gli Ayt Waryagher confinano con le seguenti tribù:
- A ovest con i Targuist, gli Ayt Mezdoui e gli Ayt Itteft.
- A est con i Temsaman e gli Ayt Touzin.
- A nord con gli Ibaqoyen.
- A sud con gli Igzennayen e gli Ait Ammar.

Le città che appartengono al territorio di Ait Waryaghar sono:
- Al-Hoseyma (120.000 residenti)
- Imzouren (30.000 residenti)
- Ayt Bouayach (17.000 residenti)
- Ajdir (3500 residenti)
- beni Hadifa (3000 residenti)
- Tamassint (1800 residenti)